# Desiree Heslop
Desiree Heslop, mer känd som Princess, född 27 november 1961, är en brittisk popsångerska som under 1980-talet slog igenom med de Stock Aitken Waterman-producerade singlarna "Say I'm Your Number One" (#7 UK 1985), "After The Love Has Gone" (#28 UK 1985), "I'll Keep On Loving You" (#16 UK 1986) och "Tell Me Tomorrow" (#34 UK 1986). "Say I'm Your Number One"-singeln har sålt i över 1 miljon exemplar över hela världen.
Princess solokarriär består av två album, Princess 1986 och All For Love 1987. Princess började sjunga redan på 1970-talet med gruppen Osibisa. Hon sjöng också med artister som Evelyn Thomas och Precious Wilson.

## Diskografi (solo)
Album
- 1986 – Princess
- 1987 – All for Love
- 2014 – The Emergence

Singlar (topp 40 på UK Singles Chart)
- 1985 – "Say I'm Your Number One" (#7)
- 1985 – "After the Love Has Gone" (#28)
- 1986 – "I'll Keep on Loving You" (#16)
- 1986 – "Tell Me Tomorrow" (#34)